# Лампетія
Лампетія (грец. Λαμπετίη) — дочка Геліоса.

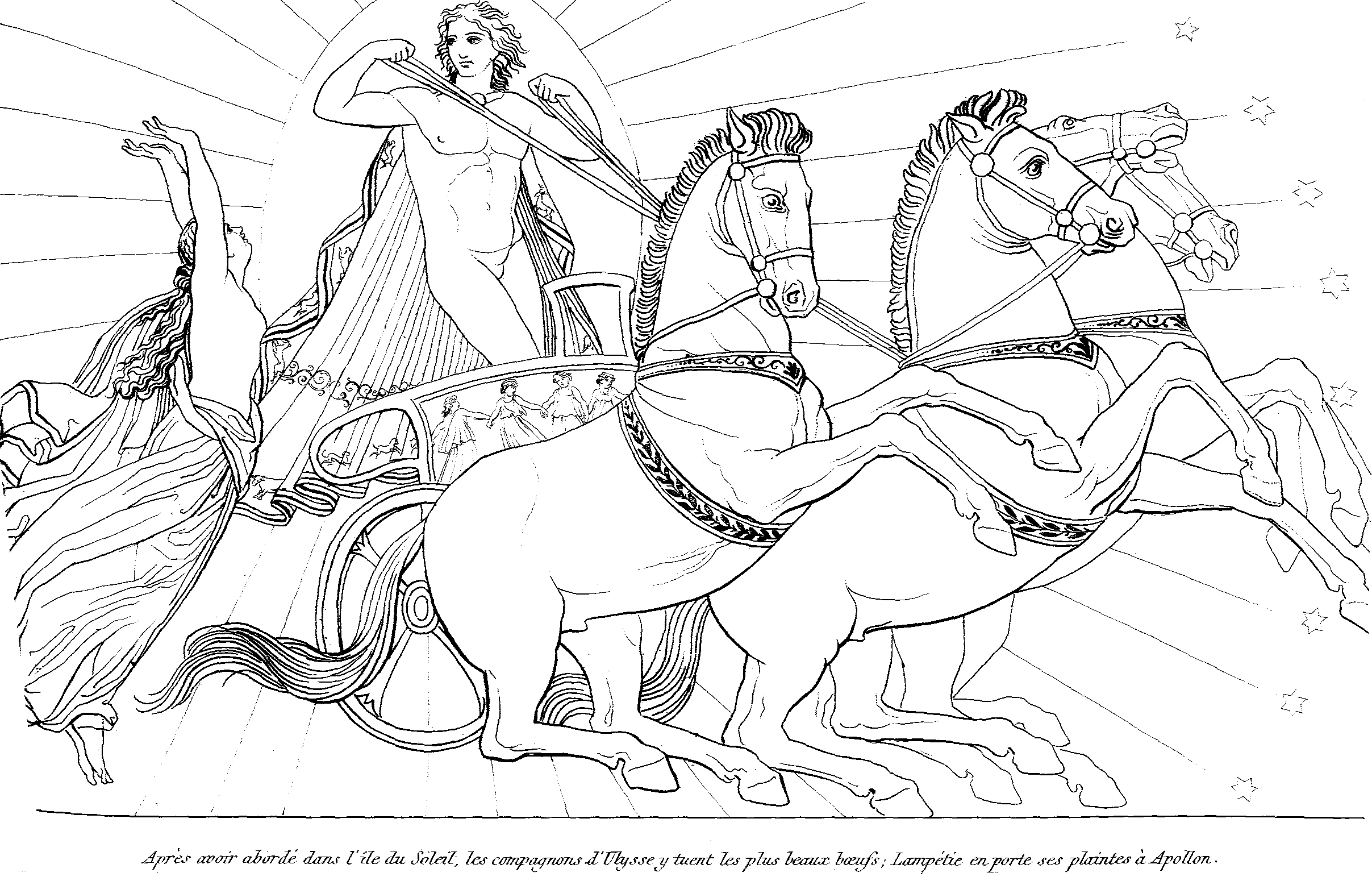
Лампетія та Геліос

Разом із сестрою Фаетусою пасла батькові отари на острові Трінакрія. Імена дочок Геліоса, напевне персоніфікують окремі риси сонця.